# Pedro Morales
Pedro Morales (* 22. Oktober 1942 in Culebra, Puerto Rico; † 12. Februar 2019 in Perth Amboy, New Jersey) war ein puerto-ricanischer Wrestler.

## Leben

### Kindheit und Jugend
Pedro Morales wurde 1942 in Culebra geboren, einer Insel vor Puerto Rico. Seine Familie war außergewöhnlich groß, allein mütterlicherseits gab es 85 Cousins und Cousinen. Morales meinte in späteren Interviews, dass die halbe Insel mit ihm verwandt sei. Er verbrachte seine Kindheit auf der Insel, zog jedoch während seiner Adoleszenz zu einer Tante nach Brooklyn, New York, um dort seine High School zu beenden. In Brooklyn lernte er das Ringen kennen. Er trainierte im Sportteam seiner Schule sowie im YMCA. Seine ersten Wettkämpfe bestritt er im Alter von 13 Jahren im Schwergewicht (72 kg). In dieser Zeit begann auch sein Interesse am Wrestling. Er war Fan des Tag-Teams von Miguel Pérez, Sr. und Antonino Rocca.
Neben dem Wrestling war er auch Baseball-Spieler. Mit 16 Jahren wurde er in die Puerto Rico Baseball League (damals Liga de Béisbol Profesional de Puerto Rico) aufgenommen. Er sollte für die Leones de Ponce spielen. Da er jedoch in den Vereinigten Staaten lebte, lehnte er ab und entschloss sich, Wrestler zu werden. Mit 17 Jahren unterschrieb sein Vater eine Erlaubnis für die New York State Athletic Commission, damit er als Minderjähriger auftreten durfte.

### Anfänge
Morales wurde von Barba Roja trainiert und gab sein Debüt im Jahre 1959 im Sunnyside Gardens von Queens, New York City. Er trat zunächst in New York City auf, anschließend folgten Auftritte in Vancouver und North Carolina. Unter dem Ringnamen Johnny Como trat er in Texas und British Columbia auf. Er wurde überwiegend als Midcarder eingesetzt.

### Worldwide Wrestling Associates (1965–1968)
1965 schloss er sich der Worldwide Wrestling Associates in Kalifornien an, einem Konkurrenten der National Wrestling Alliance. In der WWA wurde er zum Star. Insbesondere trat er gegen regionale Stars wie Freddie Blassie und „The Destroyer“ Dick Beyer an. Gegen letzteren gewann er im März 1965 seinen ersten Titel, die World Heavyweight Championship, musste diesen jedoch bereits im Juni wieder abgeben. Von Oktober bis August 1966 konnte Morales den Titel ein weiteres Mal halten, ehe er ihn dann endgültig an Buddy Austin verlor.
Es folgte eine Tour durch Japan. Danach konzentrierte er sich mehr auf den Tag-Team-Bereich, in dem er die WWA Tag Team Titel zwischen 1966 und 1968 mit verschiedenen Mitstreitern viermal tragen durfte.

### 50th State Big Time Wrestling (1968–1970)
1968 schloss er sich der hawaiianischen Promotion 50th State Big Time Wrestling an und durfte dort am 21. Mai 1969 die NWA Hawaii Heavyweight Championship von Curtis Iaukea gewinnen und nur zwei Monate später die NWA North American Championship von Gene Kiniski. Die NWA Hawaii Tag Team Championship gewann er drei Mal.

### World Wide Wrestling Federation (1970–1975)
1970 wurde er für die World Wide Wrestling Federation (kurz WWWF, heute bekannt als WWE) aktiv. Im Januar 1971 besiegte er im Finale eines Turniers Freddie Blassie und gewann dadurch die WWWF United States Championship. Anschließend fehdete Morales mit dem damaligen WWWF World Heavyweight Champion Bruno Sammartino. Nachdem dieser seinen Titel an Ivan Koloff abgab, gewann Morales ein Match gegen Koloff und wurde somit zum ersten Mal WWWF Champion, eine große Überraschung für das Publikum. Nach seinem Titelgewinn wurde der United States Championship für vakant erklärt, da es damals die Regel gab, dass ein Champion nur einen Titel halten durfte. Nach einer erneuten Fehde gegen Blassie verlor Morales seinen Titel im Dezember 1973 nach fast drei Jahren an Stan Stasiak. Insgesamt hielt er den Titel 1027 Tage. Kurz nach seiner Niederlage gegen Stasiak verließ Morales die WWWF.
1974 spielte er im Film The Wrestler mit.

### Independent Wrestling (1975–1980)
Nach seiner Zeit in der WWWF kämpfte er in San Francisco für Big Time Wrestling. Dort trat er vor allem als Tag-Team-Wrestler auf und gewann die NWA San Francisco World Tag Team Championship zusammen mit Pat Patterson. Es folgten zwei Jahre in der American Wrestling Association, in denen er vor allem als Einzelwrestler aktiv war. Anschließend war er für zwei Jahre bei Championship Wrestling from Florida aktiv, wo er seine Fehde gegen seinen alten Rivalen Pat Patterson fortsetzen durfte. Weitere Matches hatte er gegen Harley Race um den NWA World Heavyweight Championship und gegen Killer Karl Kox. Zudem hatte er einen Auftritt bei der Großveranstaltung Superbowl of Wrestling gegen Lars Andersson, aus der er siegreich hervorgehen durfte.
Ab dem 23. Juni 1978 machte er für New Japan Pro-Wrestling eine Tour durch Japan, wo er als Tag-Team-Wrestler eingesetzt wurde. Es folgten ein Engagement in Kanada und eine Rückkehr nach Japan, wo er gegen Antonio Inoki antreten durfte, außerdem formte er ein Tag Team mit Bob Backlund. Außerdem hatte er Auftritte in Virginia, North Carolina, South Carolina und Georgia sowie Kanada.

### Rückkehr zur WWF (1980–1987)
Im Mai 1980 gab er sein Comeback in der World Wrestling Federation. Im August gewann Morales zusammen mit dem damaligen WWWF World Heavyweight Champion Bob Backlund die World Tag Team Championship, welche ihnen jedoch kurz darauf wieder aberkannt wurde, da Backlund als Heavyweight Champion keinen zweiten Titel halten durfte.
Im Dezember wurde er mit dem Gewinn der WWF Intercontinental Championship der erste Triple Crown Champion. 1981 war Morales in eine Fehde mit Don Muraco verwickelt, in deren Verlauf er den Intercontinental Titel im Juni verlor, aber im November zurückgewinnen konnte. Mit diesem Sieg war Morales außerdem der erste Wrestler, der den Intercontinental Titel zweimal gewinnen durfte. Während seiner zweiten Regentschaft verteidigte er seinen Titel gegen Don Muraco und Billy Graham. Muraco beendete Morales Zeit als Champion im Januar 1983.
1983 durfte Morales für das World Wrestling Council, mit dem die WWF ein Übereinkommen hatte, in seiner alten Heimat Puerto Rico ein Programm mit Ric Flair um die NWA World Heavyweight Championship bestreiten. Er gewann dort auch die CSP World Tag Team Championship mit Carlos Colón sowie die CSP North American Heavyweight Championship.
Nachdem Vince McMahon die Kontrolle der WWF übernommen hatte, wurde er nicht mehr in bedeutende Fehden verwickelt. Seinen einzigen Pay-per-View-Auftritt hatte er 1986 bei WrestleMania 2 in einer Battle Royal, die von André the Giant gewonnen wurde. Im Spätsommer 1987 bestritt er sein letztes Match für die WWF, nachdem er kontinuierlich in der Card herabrutschte und gegen Wrestler wie Dino Bravo, Butch Reed, The Honky Tonk Man, Randy Savage und als Tag-Team-Wrestler zusammen mit Tito Santana gegen The Hart Foundation verlieren musste. Seinen letzten Auftritt hatte er am 16. November 1987 als Teil einer Battle Royal.

### Nach der aktiven Karriere (1987–2019)
Nach Beendigung seiner aktiven Karriere blieb er der WWF zunächst treu. Er übernahm den Posten des spanischen WWF-Kommentators und arbeitete als Road Agent. In den 1990ern übernahm er diese Rolle zusammen mit Miguel Alonzo und Luis Magana auch bei World Championship Wrestling bei WCW Monday Nitro sowie bei einigen Pay-per-Views.
In den 2000ern hatte er nur noch wenige Auftritte bei einigen Independent- und Legenden-Shows. Er litt unter der Parkinson-Krankheit und kämpfte in seinen letzten Jahren gegen Krebs, was sein Herz schwächte. Ab 2017 wurde sein gesundheitlicher Zustand immer schlechter. Er verstarb am 12. Februar 2019 im Alter von 76 Jahren.

## Bedeutung
Pedro Morales war einer der prägendsten Wrestler der 1960er, 1970er und 1980er Jahre. In den 1960ern und 1970ern zog er ein großes Publikum an. Während seiner 1027-tägigen Regentschaft der WWWF Championship verkaufte er den Madison Square Garden 21 Mal aus (bei 30 Titelverteidigungen). Als puerto-ricanischer Wrestler galt er zu Beginn seiner Karriere als Exot und konnte so auch ein lateinamerikanisches Publikum ansprechen. Als erster Triple-Crown-Champion sowie als viertlängster Träger der WWWF Heavyweight Championship nach Sammartino, Backlund und Hulk Hogan prägte er auch die zweite große Ära der WWE.
1995 wurde Pedro Morales in die WWE Hall of Fame aufgenommen. Savio Vega akzeptierte an seiner statt die Aufnahme, da sich Morales zurückgezogen hatte. 2015 wurde er außerdem in die Professional Wrestling Hall of Fame and Museum aufgenommen.
Sein Spezialmanöver war der Aufgabegriff Boston Crab.

## Privatleben
Pedro Morales war 47 Jahre lang verheiratet und hatte einen Sohn. Seine Frau arbeitete als Grundschullehrerin und lernte ihren Mann auf Wrestling-Shows in Long Beach kennen. Die beiden heirateten 1972 in Puerto Rico.
Nach dem Ende seiner aktiven Karriere zog sich Morales zurück und lebte mit seiner Frau bis zu seinem Tod zurückgezogen in New Jersey. Er hatte einige Geschäfte, auch auf seiner Geburtsinsel, und sein Geld gut angelegt. In den letzten Jahren konnte er wegen seiner Erkrankung jedoch nicht mehr nach Puerto Rico reisen.

## Wrestling-Erfolge
- 50th State Big Time Wrestling

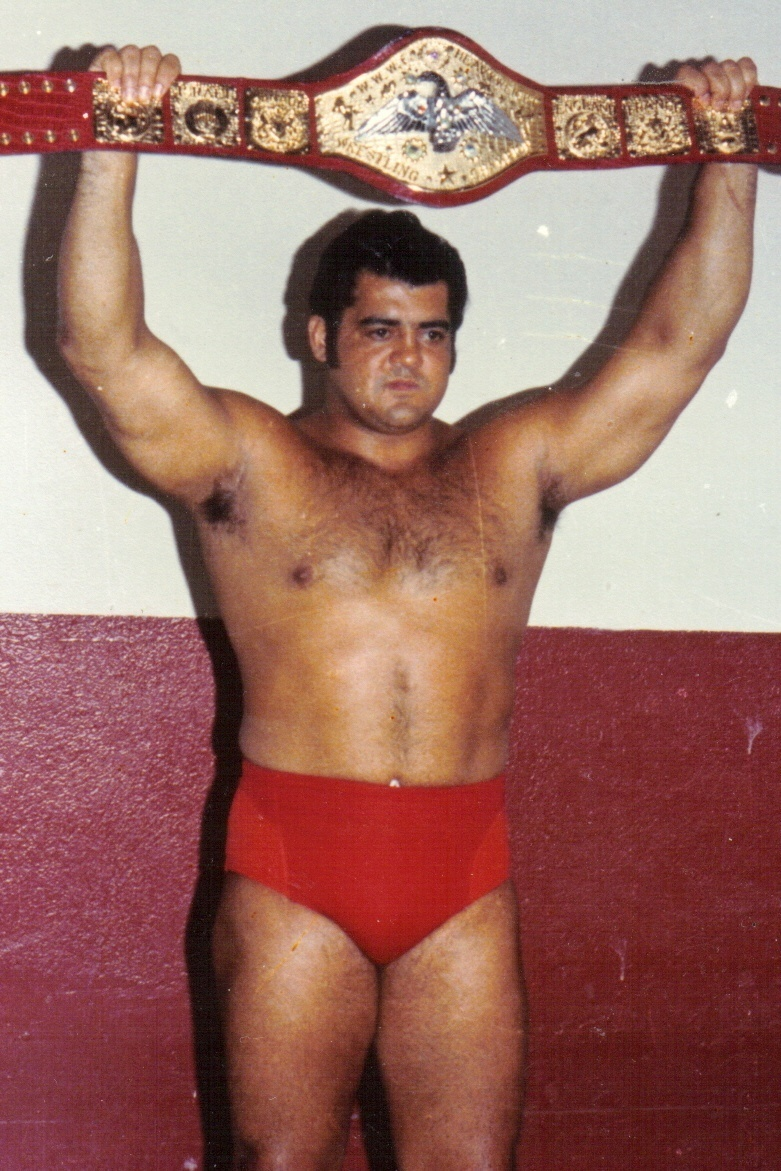
Pedro Morales als WWWF World Heavyweight Champion

  - NWA Hawaii Heavyweight Championship (1×)
  - NWA Hawaii Tag Team Championship (3×) –mit Bing Ki Lee (1) und Ed Francis (2)
- American Wrestling Alliance
  - AWA San Francisco World Tag Team Championship (2×) – mit Pepper Gomez[22]
- Big Time Wrestling (San Francisco)
  - NWA World Tag Team Championship (San Francisco Version) (3×) – mit Pepper Gomez (2×) und Pat Patterson (1×)
- Cauliflower Alley Club
  - Other honoree (1994)[23]
- Championship Wrestling from Florida
  - NWA Florida Tag Team Championship (1×) – mit Rocky Johnson
  - NWA Florida Television Championship (1×)
  - NWA Southern Heavyweight Championship (Florida Version) (1×)
  - NWA North American Heavyweight Championship (Hawaii Version) (3×)
- Professional Wrestling Hall of Fame and Museum
  - Class of 2015[21]
- Pro Wrestling Illustrated
  - Wrestler of the Year (1972)[24]
  - Platz 111 der 500 besten Einzelwrestler der PWI Years (2003)[25]
- Worldwide Wrestling Associates
  - WWA World Heavyweight Championship (2×)
  - WWA World Tag Team Championship (4×) – mit Luis Hernandez (1), Mark Lewin (1), Ricky Romero (1),[26] und Victor Rivera (1)
- World Wrestling Council
  - WWC North American Heavyweight Championship (2×)
  - WWC World Tag Team Championship (1×) – mit Carlos Colón, Sr.
- World Wide Wrestling Federation/World Wrestling Federation
  - WWF Intercontinental Championship (2×)
  - WWF Tag Team Championship (1×) – mit Bob Backlund
  - WWWF United States Heavyweight Championship (1×)
  - WWWF Heavyweight Championship (1×)
  - Erster WWF Triple Crown Champion[27]
  - WWF Hall of Fame (Class of 1995)
- Wrestling Observer Newsletter
  - Most Overrated (1981, 1982)
  - Wrestling Observer Newsletter Hall of Fame (Class of 2017)[28]